# Ulrique-Louise de Solms-Braunfels
Ulrique-Louise de Solms-Braunfels (1er mai 1731 à Hungen, Landgraviat de Hesse-Darmstadt – 12 septembre 1792 à Bad Hombourg) est une comtesse de Solms-Braunfels par la naissance et par mariage, landgravine de Hesse-Hombourg. De 1751 à 1766, elle est également régente de Hesse-Hombourg, au nom de son fils mineur.

## Biographie
Ulrique-Louise est la fille du prince Frédéric-Guillaume de Solms-Braunfels (1696-1761) de son second mariage avec Sophie-Madeleine (1701-1744), fille du comte Othon de Solms-Laubach.
Elle épouse le 10 octobre 1746 à Hungen le landgrave Frédéric IV de Hesse-Hombourg (1724-1751). Peu de temps après le mariage, les troupes de Hesse-Darmstadt envahissent la Hesse-Hombourg et occupent la ville de Bad Hombourg et le château. Le différend est soumis à l'arbitrage, et Frédéric IV est réintégré en tant que comte.
Après la mort de son mari en 1751, elle prend le gouvernement, avec l'autorisation impériale, de concert avec le comte Louis VIII de Hesse-Darmstadt, pour son fils Frédéric V de Hesse-Hombourg, qui n'a que trois ans lorsque son père meurt. Elle parvient à préserver la souveraineté de Hesse-Hombourg et à marier son fils à une fille du Landgrave Louis IX de Hesse-Darmstadt.

## Descendance
Ulrique-Louise de son mariage avec Frédéric IV a deux enfants:
- Frédéric V de Hesse-Hombourg (Hombourg, le 30 janvier 1748 – Hombourg, 20 janvier 1820), landgrave de Hesse-Hombourg.
- Marie-Christine-Charlotte-Wilhelmine (Hombourg, 4 novembre 1749 – Hombourg, 10 novembre 1750).